# PGA European Tour (datorspel)
PGA European Tour är ett golfspel utgivet till Amiga, Amiga CD32 och Nintendo 64. Spelet släpptes 1994 respektive år 2000.

## Handling
Spelet utspelar sig på fem olika banor runtom i Europa, på den så kallade Europatouren.

### Fotnoter
1. ↑  ”PGA European Tour” (på engelska). Mobygames. http://www.mobygames.com/game/pga-european-tour. Läst 28 maj 2014.